# 시냅틱스
시냅틱스(Synaptics Incorporated)는 캘리포니아주 산호세에 소재한 공개 소유 기업으로, 컴퓨터 노트북용 터치패드, 터치, 디스플레이 드라이버, 지문 생체인식 기술, 스마트 홈 장치 및 자동차를 위한 터치, 비디오 및 원거리 음성 기술를 포함한 휴먼 인터페이스(HMI) 하드웨어 및 소프트웨어 개발업체이다. 시냅틱스는 OEM 및 디스플레이 제조업체에 제품을 판매한다.
시냅틱스는 컴퓨터 터치패드, 클래식 아이팟 클릭휠, 안드로이드 휴대폰의 터치 센서, 터치 및 디스플레이 드라이버 통합 칩(TDDI), 지문 센서를 발명했다.

## 같이 보기
- 알프스 전기 주식회사